# Argiope chloreis
Argiope chloreis là một loài nhện trong họ Araneidae.
Loài này thuộc chi Argiope. Argiope chloreis được Tord Tamerlan Teodor Thorell miêu tả năm 1877.